# 安伯瓦利 (英國國會選區)
安伯瓦利（英語：Amber Valley），英國國會一郡選區，位於德比郡東部，包括安伯瓦利東部。
本區始設於1983年，為保守黨工黨競爭的選區。在2010年大選中尋求連任第三度的工黨議員茱迪·馬利伯被保守黨的奈傑爾·米爾斯以536票擊敗。